# Jean-Baptiste Guizol
Jean-Baptiste Guizol, né le 12 janvier 1756 à Cipières et mort le 14 octobre 1828 à Sainte-Radegonde près de Tours, est un homme politique français.

## Biographie
Fils de Claude Guizol, bourgeois, et de Marianne Jaume, il est administrateur du département d'Indre-et-Loire, et élu député de ce département au Conseil des Anciens, le 20 germinal an VI.
Secrétaire de cette assemblée le 1er germinal an VII, il est réélu au même conseil par le même département, le 25 germinal suivant, et combat le 11 thermidor le projet relatif à l'emprunt forcé de cent millions. 
Il se tient à l'écart pendant la durée de l'Empire, et reparut au parlement pendant les Cent-Jours, élu, le 11 mai 1815, représentant d'Indre-et-Loire à la Chambre des Cent-Jours. Il rentre définitivement dans la vie privée après cette courte législature.
Avec son épouse Marie Jeanne Brémont, il a deux enfants, dont Bénigne Esther Guizol qui épouse en 1802 Pierre-Hippolyte Le Tissier.

## Sources
- « Jean-Baptiste Guizol », dans Adolphe Robert et Gaston Cougny, Dictionnaire des parlementaires français, Edgar Bourloton, 1889-1891 [détail de l’édition]